# Zeanuri
Zeanuri è un comune spagnolo di 1 143 abitanti situato nella comunità autonoma dei Paesi Baschi.